# NGC 60

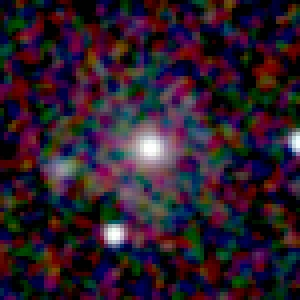
NGC 60 par 2MASS (proche-infrarouge)

NGC 60 est une très vaste et lointaine galaxie spirale située dans la constellation des Poissons. NGC 60 a été découverte par l'astronome français Édouard Stephan en 1882.

## Caractéristiques
Sa vitesse par rapport au fond diffus cosmologique est de 11 450 ± 25 km/s, ce qui correspond à une distance de Hubble de 169 ± 12 Mpc (∼551 millions d'al).
La classe de luminosité de NGC 60 est III-IV et elle présente une large raie HI.
En raison d'une brillance de surface égale à 14,58 mag/am2, on peut qualifier NGC 60 de galaxie à faible brillance de surface (LSB en anglais pour low surface brightness). Les galaxies LSB sont des galaxies diffuses (D) avec une brillance de surface inférieure de moins d'une magnitude à celle du ciel nocturne ambiant.